# 三蔵 (ヤマト王権)
三蔵（みつくら、さんぞう）は、飛鳥時代以前にヤマト王権が保有していた3つの蔵（斎蔵（いみくら）・内蔵（うちつくら）・大蔵の総称である。
律令制以前の古代日本では蘇我氏が管理し財政を掌握していたとされる。

## 概要
斎蔵は、神物・官物の収納、内蔵は朝廷の官物の収納、大蔵は諸国からの貢物などを納めた。
『古語拾遺』には、「斎蔵」がもっとも古くからあったとされ、神武天皇の時代に宮殿内に設置され、斎部氏（忌部氏）が管理、次いで、履中天皇の代に至り「内蔵」を設けて、神物と官物とを分け、官物は収納し、阿知使主（東漢氏）と王仁（西文氏）に出納を管理させ、雄略天皇の時代に「大蔵」を創設、諸国からの貢物などを納め、秦氏に出納を、漢氏（東漢氏、西漢氏）に帳簿の勘録を命じ、蘇我満智（麻智）に三蔵を検校させたとされる。また、大蔵が当時創設され重要な位置付けにあったことは『日本書紀・雄略天皇紀』などにも見られる。
当時の蘇我氏が王権のクラや財政と関係していたことは、『古事記』に見える宗賀之倉王（そがのくらのみこ、『日本書紀』では倉皇子）の存在からも推察できる。
あるいは、『古語拾遺』に見える蘇我麻智の伝承は、蔵関係の伝承を語ることから、6・7世紀における蘇我氏の朝廷のクラ管掌という史実を遡らせ、蘇我氏の中でもクラを管掌した蘇我倉氏や、その末裔である石川氏によって作られた伝承であり、秦氏や蘇我倉山田石川麻呂（蘇我倉氏）の家伝に基づいて造作された可能性も指摘されている。
律令制に至って、大蔵の管理のため大蔵省が創設され、内蔵は中務省内蔵寮が管理することとなった。